# Aaron Telitz

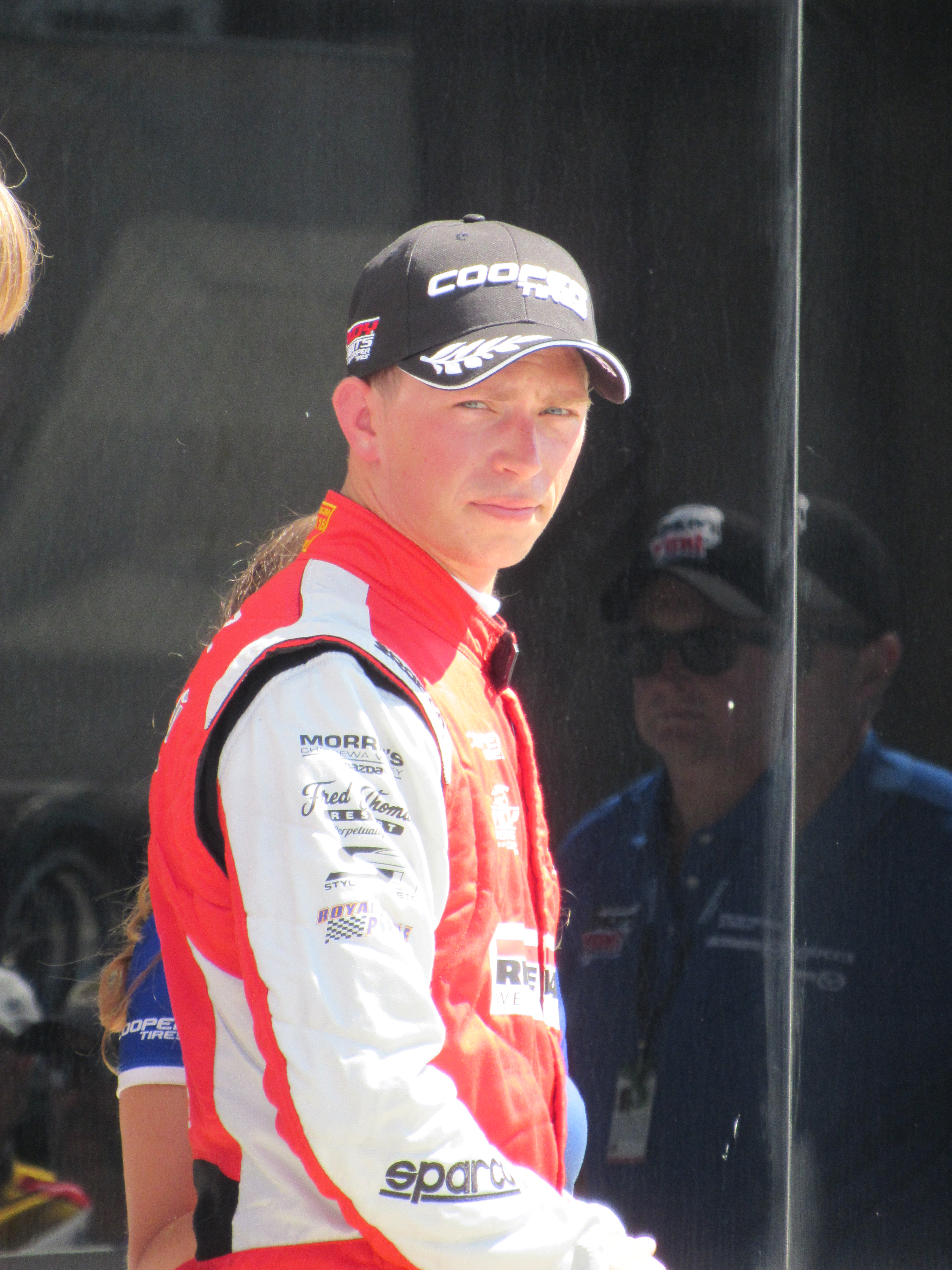
Aaron Telitz, 2008

Aaron Telitz (Rice Lake, Wisconsin, 13 december 1991) is een Amerikaans autocoureur.

## Carrière
Telitz begon zijn autosportcarrière in het karting in 1998, waarin hij tot 2012 actief bleef. Na een tussenjaar maakte hij in 2014 de overstap naar het formuleracing, waarbij hij zijn debuut maakte in de U.S. F2000, uitkomend voor ArmsUp Motorsports. Hij behaalde twee podiumplaatsen op het Barber Motorsports Park en het binnencircuit op de Indianapolis Motor Speedway, voordat hij op de Lucas Oil Raceway at Indianapolis zijn eerste overwinning in het kampioenschap behaalde. Later in het jaar stond hij nog drie keer op het podium. Uiteindelijk eindigde hij achter Florian Latorre, RC Enerson en Jake Eidson als vierde in het kampioenschap met 246 punten.
In 2015 bleef Telitz actief in de U.S. F2000, maar stapte hij over naar het team Cape Motorsports with Wayne Taylor Racing. Hij begon het jaar met drie opeenvolgende tweede plaatsen alvorens op het Barber Motorsports Park zijn eerste zege van het seizoen te boeken. Later in het seizoen stond hij nog zeven keer op het podium en eindigde het seizoen met 348 punten op de derde plaats achter Nico Jamin en Jake Eidson.
In 2016 maakte Telitz de overstap naar het Pro Mazda Championship, waarin hij reed voor het Team Pelfrey. Hij kende een zeer succesvol seizoen, waarin hij zes races won en in zevende andere races op het podium stond. Hij was het hele seizoen met teamgenoot Patricio O'Ward in de strijd om het kampioenschap, die tijdens het laatste raceweekend op Laguna Seca werd beslist in het voordeel van Telitz, die 421 punten scoorde tegenover 393 punten voor O'Ward.
In 2017 maakt Telitz zijn debuut in de Indy Lights voor het team Belardi Auto Racing.